# Кучук Сулейман-паша
Кучук Сулейман-паша II (*араб. سليمان باشا الصغير, осман. سليمان پاشا الصغير; д/н — 1812) — 10-й правитель Мамлюцького Ірака в 1807—1812 роках. Прізвисько Кучук перекладається з турецької мови як «Маленький».

## Життєпис
Походив з Картлі або Мігрелії. Самостійно прибув до свого стрийка Хафіза-Алі, що став впливовим сановником в Багдаді. тут перейшов до ісламу. 1803 року призначається каг'єю (заступником паши).
1807 року після загибелі Хафіз-Алі-паши успадкував його владу. Продовжив протистояння Дірійському емірату. Того ж року відбив напад дірійців на Багдад, завдавши поразки 50-тисячному війську супротивника. За цим уклав союз з Мухаммадом Алі, пашою Єгипта, спрямований проти Дірійськогое мірату. Продовжив боротьбу з загонами останнього до 1810 року.
1810 року складною ситуацією Кучук Сулейман-паши намагався скористатися османський султан Махмуд II, що відправив проти нього військо. Боротьба тривала до 1812 року коли Сулейман-паша зазнав поразки, потрапив у полн і був страчений. Але кюлемені (багдадські мамлюки) знову повстали, змусивши супротивника відступити. 1813 року владу перебрав Саїд-паша, син Сулеймана-паши I.